# Pedro J. Belisario
Pedro José Belisario (geb. vor 1933; gest. nach 1966) war ein venezolanischer Orchesterleiter und Perkussionist.
Belisario gründete 1939 mit seinen Brüdern, dem Bassisten Arnaldo, dem Posaunisten Pancho und dem Trompeter Rafael in Maracay das Orchester Los Hermanos Belisario. Dieses arbeitete mit Musikern wie Francisco Villasana und Pedro Paiva zusammen und etablierte sich 1945 in Caracas. Es wurde eines der erfolgreichsten Tanzorchester von Caracas und trat mit Musikern wie Juan Polanco, Enrique Villasana, Goajiro González und Víctor Piñero auf.
In den 1950er Jahren löste sich das Orchester auf Grund von Konflikten zwischen den Geschwistern auf, und die Brüder – außer Rafael – gründeten jeweils eigene Ensembles. Pedros Ensemble wurde das Begleitorchester des Guaracha-Sängers Víctor Piñero, bis dieser 1957 zum Orchester des Kolumbianers Pacho Galán wechselte. Pedro Belisarios Orchester wurde 1961 aufgelöst. 1966 kehrte Belisario auf die Bühne zurück und arbeitete erneut mit Piñero sowie der als Canelita bekannten Sängerin Rogelia Medina zusammen. Mit beiden nahm er das Album Bésame Negro auf.

## Quelle
- Asocosalsa Venezuela - Pedro J. Belisario y su Orquesta... Besame Negro

| Personendaten    | Personendaten                              |
| ---------------- | ------------------------------------------ |
| NAME             | Belisario, Pedro J.                        |
| ALTERNATIVNAMEN  | Belisario, Pedro José (vollständiger Name) |
| KURZBESCHREIBUNG | venezolanischer Orchesterleiter            |
| GEBURTSDATUM     | vor 1933                                   |
| STERBEDATUM      | nach 1966                                  |